# Царици в гръцката митология
Царици в древногръцката митология
- Хера, царица на олимпийските богове
- Царица Родопа, царица на Родопите в Тракия, съпруга на Хемус
- Либия, царица на Либия
- Ламия, царица на Либия
- Хиполита, царица на амазонките
- Отрера, царица на амазонките
- Пентезилея, царица на амазонките
- Талестрис, последната царица на амазонките
- Калидика, царица на Теспротия, по-късна съпруга на Одисей
- Евридика, царица на Тива
- Хипсипила, царица на остров Лемнос